# Althéa Laurin
Althéa Laurin (ur. 1 września 2001) – francuska zawodniczka taekwondo, medalistka olimpijska, mistrzyni świata.

## Życiorys
Urodziła się w 2001 roku w Épinay-sur-Seine.
W 2021 roku wzięła udział w Letnich Igrzyskach Olimpijskich 2020 w Tokio, gdzie wystartowała w kategorii wagowej +67 kg kobiet. W 1/8 finału pokonała 21:3 Briseidę Acostę z Meksyku, w ćwierćfinale wygrała 14:6 z Zheng Shuyin z Chin, a w półfinale przegrała 7:5 z Milicą Mandić z Serbii, a w pojedynku o brązowy medal zwyciężyła 17:8 z Aminatą Traoré z Wybrzeża Kości Słoniowej i zdobyła brązowy medal.
W 2023 roku zdobyła tytuł mistrzyni świata na Mistrzostwach Świata 2023 w Baku w kategorii +73 kilogramów.